# Opowieść (film 2018)
Opowieść (ang. The Tale) – amerykański dramat filmowy z 2018 roku w reżyserii Jennifer Fox, która napisała jego semiautobiograficzny scenariusz. W głównych rolach wystąpiły: Laura Dern, Elizabeth Debicki i Frances Conroy.
Film miał premierę 20 stycznia 2018, na festiwalu Sundance.

## Fabuła
Jennifer pracuje jako dziennikarka i wykładowczyni zwiedzając świat. Pewnego dnia odwiedza matkę, która przeczytała jej opowiadanie z dzieciństwa, gdzie ta opisała swoją relację intymną z dwójką dorosłych trenerów. Jennifer patrząc na swój esej nie jest jednak w stanie przypomnieć sobie szczegółów tamtych zdarzeń, więc decyduje się wrócić w rodzinne strony, aby skonfrontować się z mężczyznami.

## Obsada
Źródła:
- Elizabeth Debicki jako pani G
  - Frances Conroy jako starsza pani G
- Laura Dern jako Jennifer
  - Isabelle Nélisse jako 13-letnia Jenny
  - Jessica Sarah Flaum jako 15-letnia Jenny
- Common jako Martin
- Ellen Burstyn jako Nettie
  - Laura Allen jako młodsza Nettie
- Jason Ritter jako Bill
  - John Heard jako starszy Bill
- Tina Parker jako Franny
  - Isabella Amara jako młoda Franny
- Matthew Rauch jako Aaron

## Odbiór

### Reakcja krytyków
Film spotkał się z dobrą reakcją krytyków. W agregatorze recenzji Rotten Tomatoes 99% z 79 recenzji uznano za pozytywne, a średnia ocen wystawionych na ich podstawie wyniosła 8,9 na 10. Z kolei w agregatorze Metacritic średnia ważona ocen z 26 recenzji wyniosła 90 punktów na 100.

## Nagrody i nominacje
| Nagroda                                            | Kategoria | Wynik     |
| -------------------------------------------------- | --- | --------- |
| Złoty Glob                                         | Najlepsza aktorka w serialu limitowanym lub filmie telewizyjnym (Laura Dern)                                                                                                   | Nominacja |
| Nagroda Emmy                                       | Najlepszy film telewizyjny | Nominacja |
| Nagroda Emmy                                       | Najlepsza aktorka w miniserialu lub filmie telewizyjnym (Laura Dern) | Nominacja |
| Nagroda Satelita                                   | Najlepszy film telewizyjny | Wygrana   |
| Nagroda Satelita                                   | Najlepsza aktorka w miniserialu lub filmie telewizyjnym (Laura Dern) | Nominacja |
| Independent Spirit Awards                          | Najlepszy debiut scenariuszowy (Jennifer Fox) | Nominacja |
| Independent Spirit Awards                          | Najlepszy film debiutancki (Jennifer Fox, Laura Rister, Lawrence Inglee, Lynda Weinman, Mynette Louie, Oren Moverman, Regina Kulik Scully, Reka Posta, Simone Pero, Sol Bondy) | Nominacja |
| Independent Spirit Awards                          | Najlepszy montaż (Alex Hall, Anne Fabini, Gary Levy) | Nominacja |
| Sundance Film Festival                             | Udział w konkursie na najlepszy dramat (Jennifer Fox) | Nominacja |
| Critics’ Choice Television Awards                  | Najlepszy film telewizyjny | Nominacja |
| Critics’ Choice Television Awards                  | Najlepsza aktorka drugoplanowa w filmie telewizyjnym lub serialu limitowanym (Ellen Burstyn)                                                                                   | Nominacja |
| Critics’ Choice Television Awards                  | Najlepsza aktorka w filmie telewizyjnym lub serialu limitowanym (Laura Dern)                                                                                                   | Nominacja |
| Gotham Awards                                      | Najlepsza przełomowa praca reżysera (Jennifer Fox) | Nominacja |
| Gotham Awards                                      | Najlepszy film | Nominacja |
| Nagroda Stowarzyszenie Kytyków Telewizyjnych z USA | Wybitny film telewizyjny, mini-serial lub program specjalny | Nominacja |